# Мостовка (городской округ Верхняя Пышма)
Мостовка — деревня в городском округе Верхняя Пышма Свердловской области. Управляется Мостовским сельским советом. Площадь деревни 1,410 кв.км.

## География
Населённый пункт расположен в истоке реки Мостовка в 31 километре на северо-восток от административного центра округа — города Верхняя Пышма.

### Часовой пояс
Мостовка как и вся Свердловская область, находится в часовой зоне МСК+2. Смещение применяемого времени относительно UTC составляет +5:00.

## История
Деревня была образована 25 ноября 2004 года. В октябре 2023 года Правительству направлено предложение о присвоении наименования. В декабре 2023 года  наименование деревни было одобрено  Законодательным Собранием.

## Население
| 2010 |
| ---- |
| 9    |

## Инфраструктура
Деревня разделена на одну улицу (Советская) и шесть переулков (Дачный, Заречный, Лесной, Северный, Центральный, Южный).